# Daniel Milewski
Daniel George Milewski (ur. 22 listopada 1989 w Chicago) – polski polityk, prawnik i nauczyciel akademicki, doktor nauk prawnych, poseł na Sejm VIII, IX i X kadencji.

## Życiorys

### Wykształcenie i działalność naukowa
Ukończył studia prawnicze na Wydziale Prawa i Administracji Uniwersytetu Warszawskiego, promotorem jego pracy magisterskiej (2013) był Marek Zubik. Zajął się prowadzeniem własnej działalności gospodarczej. W 2016 ukończył w Wyższej Szkole Menedżerskiej studia podyplomowe Executive Master of Business Administration (realizowane przez WSM we współpracy z londyńską Apsley Business School, a w 2017 uzyskał na tej uczelni dyplom Master of Laws akredytowany przez World Jurist Association. W 2016 uzyskał magisterium z ekonomii w Wyższej Szkole Ekonomicznej w Białymstoku, w której następnie prowadził zajęcia z przedmiotów prawniczych. Ukończył także Wyższy Kurs Obronny prowadzony na Akademii Sztuki Wojennej dla przedstawicieli administracji publicznej. W 2018 na Wydziale Prawa i Administracji Uniwersytetu Warszawskiego z wyróżnieniem uzyskał stopień doktora nauk prawnych (o specjalności prawo międzynarodowe) na podstawie pracy pt. Standardy Rady Europy w zakresie demokracji lokalnej i ich znaczenie w polskim porządku prawnym. Jako wykładowca akademicki prowadzi zajęcia na kilku uczelniach, w 2019 został powołany do pełnienia funkcji prorektora Warszawskiej Wyższej Szkoły Biznesu.

### Działalność społeczna i polityczna
W latach 2006–2009 brał udział w posiedzeniach Sejmu Dzieci i Młodzieży, w 2008 był jego marszałkiem. W czasie studiów współtworzył komitet inicjatywy ustawodawczej „Przywracamy ulgi dla studentów”. W wyborach samorządowych w 2010 startował z drugiego miejsca na liście Prawa i Sprawiedliwości do rady powiatu mińskiego, uzyskując mandat radnego z wynikiem 867 głosów. W trakcie IV kadencji rady powiatu pełnił funkcję przewodniczącego klubu radnych PiS, a także przewodniczącego Komisji Oświaty, Kultury i Sportu oraz sekretarza Komisji Statutowej. Bez powodzenia startował w wyborach parlamentarnych w 2011 w okręgu nr 18 (Siedlce). Otrzymał 7660 głosów, co dało mu siódmy wynik na liście jego ugrupowania, której przypadło w tym okręgu 5 mandatów. Od 2011 kierował okręgowymi strukturami Forum Młodych PiS. W 2012 został przewodniczącym miejskiego komitetu PiS w Mińsku Mazowieckim, a w 2013 członkiem rady politycznej partii.
Współpracował z minister rozwoju regionalnego Grażyną Gęsicką oraz doradzał przewodniczącemu sejmowej Komisji Gospodarki Wojciechowi Jasińskiemu. W latach 2008–2009 prowadził biuro poselskie Dawida Jackiewicza i Mariusza A. Kamińskiego, a w latach 2014–2015 pełnił funkcję dyrektora biura europosła  Karola Karskiego. W kolejnych wyborach samorządowych w 2014 ponownie zdobył mandat radnego, startując z pierwszego miejsca na liście PiS i uzyskując 1511 głosów. Został następnie przewodniczącym rady powiatu mińskiego VI kadencji.
W wyborach parlamentarnych w 2015 ponownie kandydował do Sejmu w okręgu siedleckim z dwudziestego czwartego (ostatniego) miejsca na liście Prawa i Sprawiedliwości. Uzyskał 13 302 głosy i został wybrany na posła VIII kadencji. Został m.in. sekretarzem Sejmu, członkiem Komisji Gospodarki i Rozwoju, Komisji Spraw Zagranicznych, Komisji Sprawiedliwości i Praw Człowieka oraz przedstawicielem Sejmu w Zgromadzeniu Parlamentarnym Rady Europy.
W wyborach w 2019 z powodzeniem ubiegał się o poselską reelekcję, otrzymując 40 152 głosy. W 2023 po raz trzeci z rzędu uzyskał mandat poselski (z wynikiem 44 145 głosów). W grudniu 2023 powołany na wiceprzewodniczącego komisji śledczej ds. afery wizowej. W 2024 z ramienia PiS wystartował w wyborach do Parlamentu Europejskiego z okręgu nr 5; zdobył 50 592 głosy, nie uzyskując mandatu.

## Wyniki w wyborach ogólnopolskich
| Wybory | Komitet wyborczy                | Komitet wyborczy       | Organ             | Okręg          | Wynik        |
| ------ | ------------------------------- | ---------------------- | ----------------- | -------------- | ------------ |
| 2011   |                                 | Prawo i Sprawiedliwość | Sejm VII kadencji | nr 18          | 7660 (2,24%) |
| 2015   | Sejm VIII kadencji              | Prawo i Sprawiedliwość | 13 302 (3,54%)    | nr 18          |              |
| 2019   | Sejm IX kadencji                | Prawo i Sprawiedliwość | 40 152 (8,87%)    | nr 18          |              |
| 2023   | Sejm X kadencji                 | Prawo i Sprawiedliwość | 44 145 (8,18%)    | nr 18          |              |
| 2024   | Parlament Europejski X kadencji | Prawo i Sprawiedliwość | nr 5              | 50 592 (7,04%) |              |

## Życie prywatne
Jest synem Janiny i Jerzego. Urodził się w Stanach Zjednoczonych w rodzinie emigrantów, którzy wyjechali z Polski na przełomie lat 70. i 80. XX wieku. Do Polski przyjechał wraz z rodzicami w połowie lat 90.; zamieszkał w Mińsku Mazowieckim.
Żonaty z Martą, z którą ma dwóch synów.